# Łódź ratownicza (ratownictwo morskie)

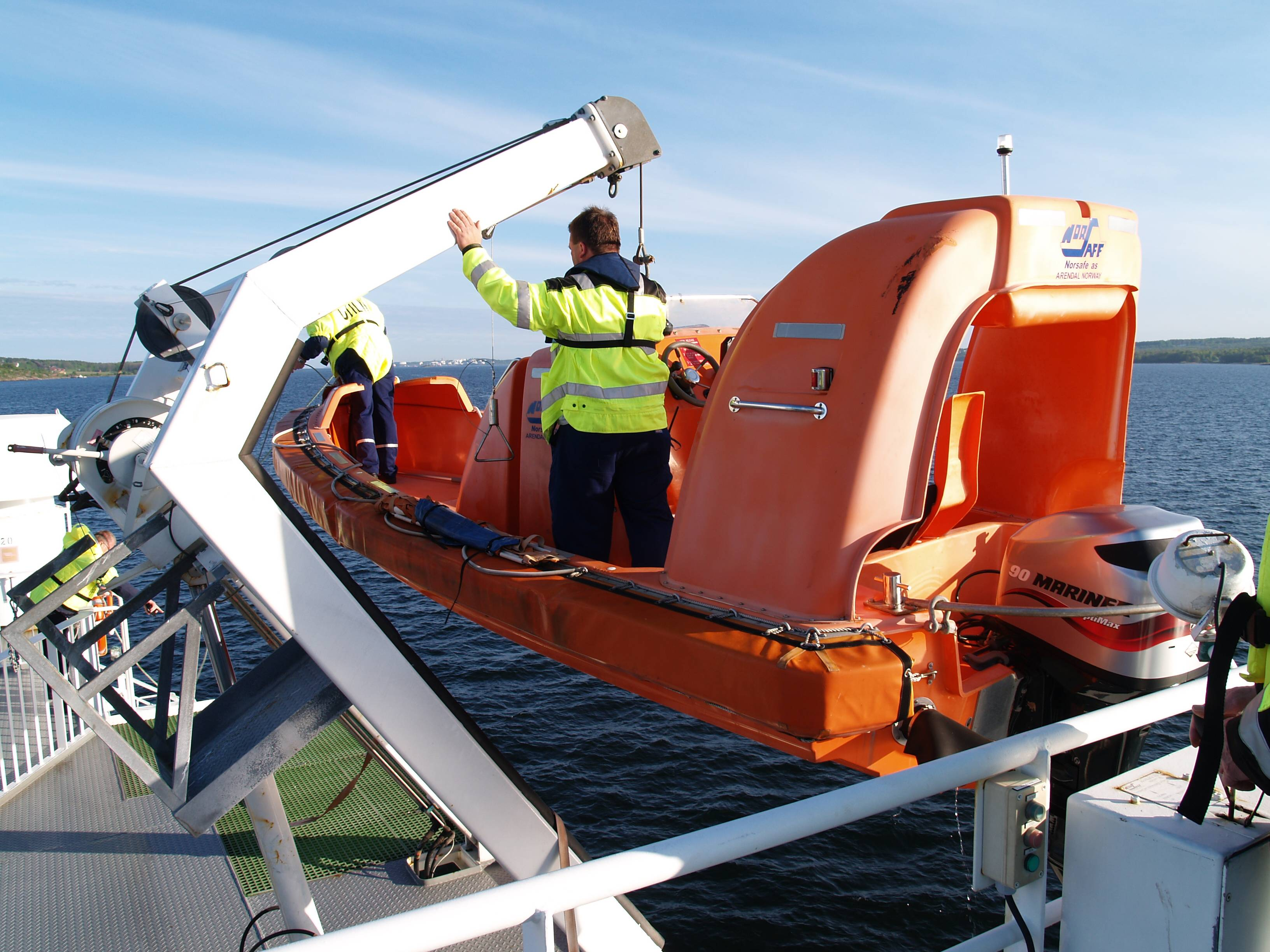
Wodowanie łodzi ratowniczej z promu Boknafjord w Horten, Norwegia, maj 2007 r.

Łódź ratownicza – szybka, niewielka łódź używana na statkach, wykorzystywana do:
- ratowania osób, które wypadły za burtę,
- podejmowania rozbitków z innych statków,
- szybkiego transportu chorych na brzeg,
- grupowania tratw ratunkowych[1].

## Wymagania łodzi ratowniczej
Łódź ratownicza powinna mieć długość od 3,8 do 8,5 m oraz mieć miejsce na pięć miejsc siedzących i jedno leżące. Łódź powinna móc płynąć przez 6 godzin z prędkością 6 węzłów, a jej prędkość holowania winna wynosić co najmniej 2 węzły dla największej statkowej tratwy w pełni obciążonej. Łódź ratownicza musi być opuszczona na powierzchnię wody w nie więcej niż 5 minut.

### Wyposażenie łodzi ratowniczej
Do wyposażenia łodzi ratowniczej zaliczają się:
- krążek ratunkowy z linką 30 m,
- nóż i czerpak, 2 gąbki,
- 2 dryfkotwy (jedna zamontowana na stałe),
- 2 pływające, składane wiosła,
- zestaw naprawczy, pompka powietrzna, miarka do wody,
- apteczka pierwszej pomocy,
- wodoszczelna latarka + zapasowe baterie i żarówka,
- lusterko sygnalizacyjne, gwizdek,
- tablica sygnałów alarmowych,
- reflektor radarowy,
- tabletki przeciwko chorobie morskiej,
- środki ochrony cieplnej dla 10% obsady tratwy[2][3].

## Szybka łódź ratownicza
Długość szybkiej łodzi ratowniczej powinna wynosić od 6 m do 8,5 m, razem z częścią pneumatyczną lub stałymi odbijaczami. W pełni wyposażona szybka łódź ratownicza z załogą 3 osób powinna osiągać prędkość co najmniej 20 węzłów na spokojnej wodzie, natomiast z kompletem osób co najmniej 8 węzłów. Szybka łódź ratownicza powinna być samoodwadniająca lub przystosowana do szybkiego odwodnienia oraz samoodwracalna lub przystosowana do odwrócenia do właściwej pozycji przez najwyżej dwóch członków obsady łodzi. Sterowanie powinno odbywać się za pomocą koła sterowego z pozycji sternika. Awaryjnie sterować można za pomocą rumpla, dyszy wodnej lub silnika zaburtowego. Jeśli szybka łódź ratownicza zostanie wywrócona, silnik powinien zostać wyłączony automatycznie lub przez sternika za pomocą wyłącznika awaryjnego. Po odwróceniu łodzi do właściwej pozycji każdy silnik powinien być zdolny do ponownego uruchomienia. W skład wyposażenia szybkiej łodzi ratowniczej powinien wchodzić wodoszczelny zestaw radiokomunikacyjny VHF. 

## Wyposażenie statków w łodzie ratownicze

### Wyposażenie statków pasażerskich w łodzie ratownicze
Statki pasażerskie o pojemności mniejszej niż 500 ton brutto powinny mieć na pokładzie co najmniej jedną łódź ratowniczą, natomiast statki pasażerskie o pojemności 500 ton lub więcej brutto powinny mieć po co najmniej jednej łodzi ratowniczej na każdej burcie. Na statkach ro-ro co najmniej jedna z łodzi ratowniczych powinna być szybką łodzią ratowniczą. Jeśli konstrukcja statku ro-ro, zbudowanego przed 1 lipca 1997 roku uniemożliwia wyposażenie statku w szybką łódź ratowniczą, może ona zostać zainstalowana w miejsce zainstalowanej łodzi ratunkowej, jeśli spełnia ona wymagania łodzi ratowniczej.

### Wyposażenie statków towarowych w łodzie ratownicze
Statki towarowe powinny być wyposażone w co najmniej jedną łódź ratowniczą lub łódź ratunkową spełniającą, razem z urządzeniami do jej wodowania, wymagania łodzi ratowniczej.